# Piotr Weryha Massalski
Piotr Weryha Massalski (zm. 1561) – kniaź.
Był synem Bohusza Massalskiego i jego żony Owdotii. W 1534 lub 1535 roku trafił do niewoli moskiewskiej. W 1542 roku wielki książę moskiewski Iwan IV Groźny polecał swoim posłom, aby wymienili Piotra Weryhę na kniazia Siemiona Sickiego.
W 1558 roku Piotr Weryha wraz z braćmi Piotrem i Michałem podzielili majątek innego ze swoich braci – zmarłego Timofieja.
Piotr zmarł bezpotomnie. Był żonaty z Nastazją Iwanówną, którą identyfikuje się z Nastazją (Anastazją), córką Janusza Sapiehy i kniaziówny Hanny Kroszyńskiej, wdową po Hawryle Tyszkowiczu.